# HD 4113
HD 4113 (HIP 3391/ SAO 4192693) es una estrella de magnitud aparente +7,91 situada en la constelación de Sculptor a 144 años luz de distancia del sistema solar. Desde 2007 se conoce la existencia de un planeta extrasolar en órbita alrededor de esta estrella.
HD 4113 es una enana amarilla —un análogo solar de características similares al Sol— de tipo espectral G5V. Con una temperatura efectiva de 5688 K, su luminosidad es un 22% superior a la luminosidad solar. Tiene un radio un 18% más grande que el radio solar y gira sobre sí misma con una velocidad de rotación de 1,37 km/s. Se piensa que tiene una edad de al menos 4800 millones de años —unos 200 millones de años más que el Sol—, pero esta podría llegar a alcanzar los 8000 millones de años. Es una estrella rica en metales, cuya metalicidad es un 66% mayor que la del Sol.
Además del planeta —véase más abajo—, existe un tercer objeto más alejado que completa el sistema. Probablemente se trata de una enana marrón, situada entre 8 y 20 UA de HD 4113 con un período en el rango de 20 - 90 años, o bien de una tenue enana blanca.

## Sistema planetario
El planeta extrasolar denominado HD 4113 b fue descubierto con el espectrógrafo CORALIE mediante el método de las velocidades radiales. Tiene una masa al menos un 56% mayor que la de Júpiter pero su característica más notable es la gran excentricidad de su órbita (ε = 0,90). Así, su separación respecto a la estrella varía entre 0,12 UA en el periastro a 2,4 UA en el apoastro. Junto a HD 20782 b y HD 80606 b, es uno de los planetas descubiertos con una órbita más excéntrica.
| Acompañante (En orden desde la estrella) | Masa (MJ)     | Período orbital (días) | Semieje mayor (UA) | Excentricidad |
| ---------------------------------------- | ------------- | ---------------------- | ------------------ | ------------- |
| HD 4113 b                                | > 1,56 ± 0,04 | 526,62 ± 0,3           | 1,28               | 0,903 ± 0,005 |